# Karbromal
Karbromal – organiczny związek chemiczny. Farmakologicznie odznacza się w zależności od dawki działaniem uspokajającym (0,05 – 0,25 g) lub nasennym (0,5 – 1,5 g). Maksymalna dawka dobowa – 3 g. Wykazuje podobne, choć słabsze działanie od bromizowalu (bromuralu), wydala się z ustroju ludzkiego powoli. Opatentowany i wprowadzony do lecznictwa w 1909 roku przez niemiecką firmę farmaceutyczną Bayer pod nazwą handlową Adalin®. Podobnie jak bromural do czasu wprowadzenia benzodiazepin i innych nowszych leków o działaniu uspokajająco-nasennym był jednym z najczęściej stosowanych leków z tej grupy terapeutycznej (podobnie jak wiele innych starszej generacji leków np.: meprobamat, glutetymid, barbiturany, metakwalon etc.) Stanowił składową wielu złożonych preparatów o działaniu uspokajającym, nasennym oraz przeciwbólowym. Ze względu na znaczną toksyczność i postęp farmakoterapii znaczenie karbromalu w lecznictwie światowym jest obecnie bardzo niewielkie.

## Preparaty – Polska
Dawniej karbromal był dostępny w Polsce w postaci tabletek 0,5 g oraz substancji do receptury aptecznej. Ostatnim wytwórcą substancji były Tarchomińskie Zakłady Farmaceutyczne Polfa.
Wchodził w skład wielu preparatów złożonych. Najdłużej produkowanym preparatem w Polsce był: Antineuralgiae E tabl. × 10 szt. (zawierał: karbromal 0,05 g, etenzamid 0,25 g, kwas acetylosalicylowy 0,25 g) – wytwórcą było Przedsiębiorstwo Farmaceutyczne Jelfa.
Obecnie w Polsce nie ma zarejestrowanych preparatów zawierających karbromal.

## Preparaty dostępne na świecie
- Demalgon tabl. preparat złożony (0,27 g aminofenazonu + 0,18 g karbromalu) – Extractum Pharma Rt. – Węgry

W Polsce preparat dostępny wyłącznie w trybie importu docelowego.